# Lijst van leden in de Orde van Isabella de Katholieke

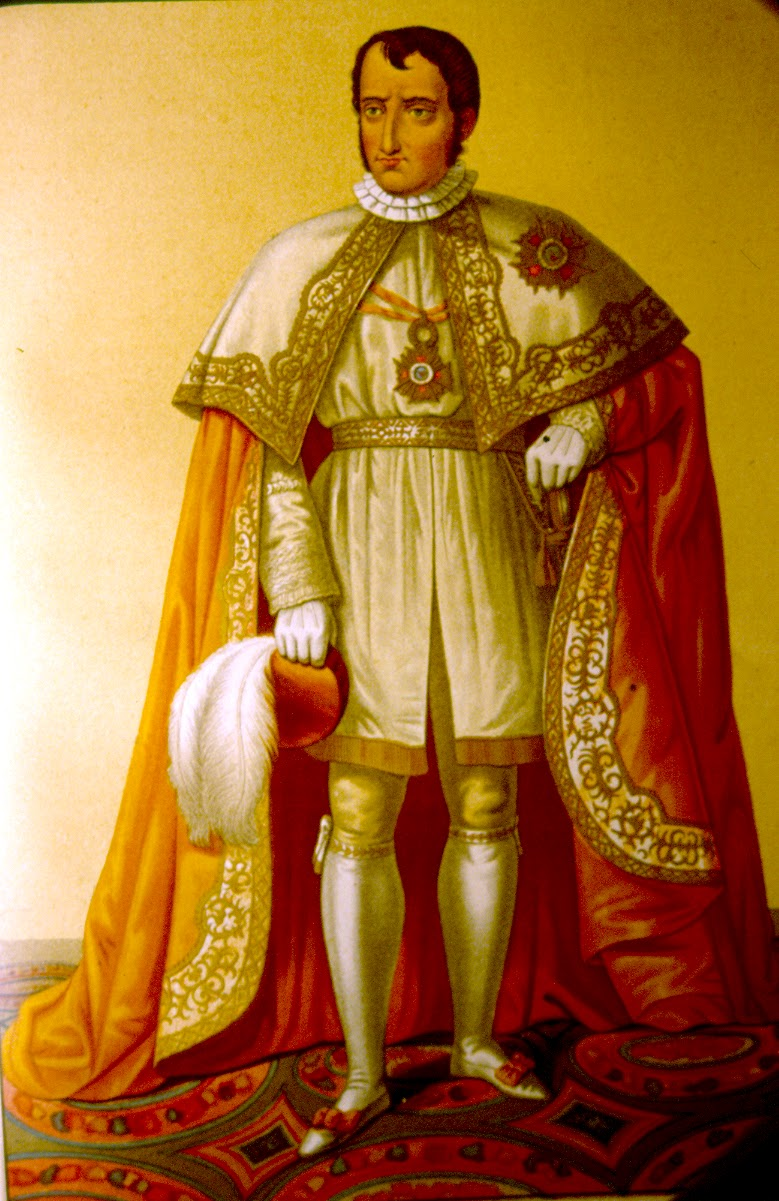
Ordekledij

Dit is een lijst van leden van de Koninklijke Orde van Isabella de Katholieke, (Spaans: Real y Americana Orden de Isabel la Católica).

## Grootmeester
- Juan Carlos, koning van Spanje

## Ridder met Keten
- Boudewijn, koning der Belgen
- Mohammed VI, koning van Marokko
- Abdoellah II, koning van Jordanië
- Felipe, prins van Asturië
- Juan Antonio, markies van Samaranch
- Joachim von Ribbentrop, Duits minister
- Juan Perón
- Faroek I, koning van Egypte
- Mohammad Reza Pahlavi, Keizer van Iran[1]
- Filip van België

## Ridder Grootkruis

### Edelen en geestelijkheid
- Luis Martínez, markies van Casa Irujo
- Philippe, graaf de Lannoy
- Filip, zevende koning der Belgen
- Louis, 1e graaf Mountbatten van Birma
- Adolfo, 1ste hertog van Suárez
- François-Xavier, ridder de Donnea de Hamoir
- Willy, baron Coppens de Houthulst
- Adolf Friedrich, graaf von Schack
- Kalakaua, koning van Hawaï
- Pedro Segura, aartsbisschop van Toledo
- Paul I, Koning van Griekenland
- Miguel, 1ste hertog van Primo de Rivera
- Alfons de Borbon, prins van Asturië
- Eugène Tisserant, kardinaal-deken
- Cicognani, kardinaal-deken
- Charles, graaf de Baillet

### Politici
- Gerhard Schröder
- Valéry Giscard d'Estaing
- Walter Scheel
- John Maas
- Guy Verhofstadt
- Gerrit Braks
- Jules Renkin
- Wim Duisenberg
- Jean Rey
- Jozias van Aartsen
- Otto Abetz
- Cosme de la Torriente y Peraza
- Niceto Alcala Zamora

### Kunstenaars
- Fernando Álvarez de Sotomayor

### Sporters
- Alfredo Di Stéfano[2]
- Antoni Ramallets
- Fábio Pereira da Silva

## Dame Grootkruis

### Edelen
- Cayetana, hertogin van Alva
- Catharina-Amalia der Nederlanden
- Máxima, koningin der Nederlanden
- Beatrix, koningin der Nederlanden
- Margriet der Nederlanden
- Fabiola, koningin der Belgen
- Carmen Polo, dame van Meiras
- Sirikit, koningin van Thailand
- Farah Diba[1]

### Politici
- Jeltje van Nieuwenhoven
- Eva Perón

## Commandeur
- Adrien, Baron Goffinet, luitenant-generaal
- Pierre Cuypers, architect
- Eduardo del Pueyo, pianist
- August van Wanzeele, rijkswachter
- Georges Jacobs
- Jan van Zanen, politicus